# 旧国立生糸検査所

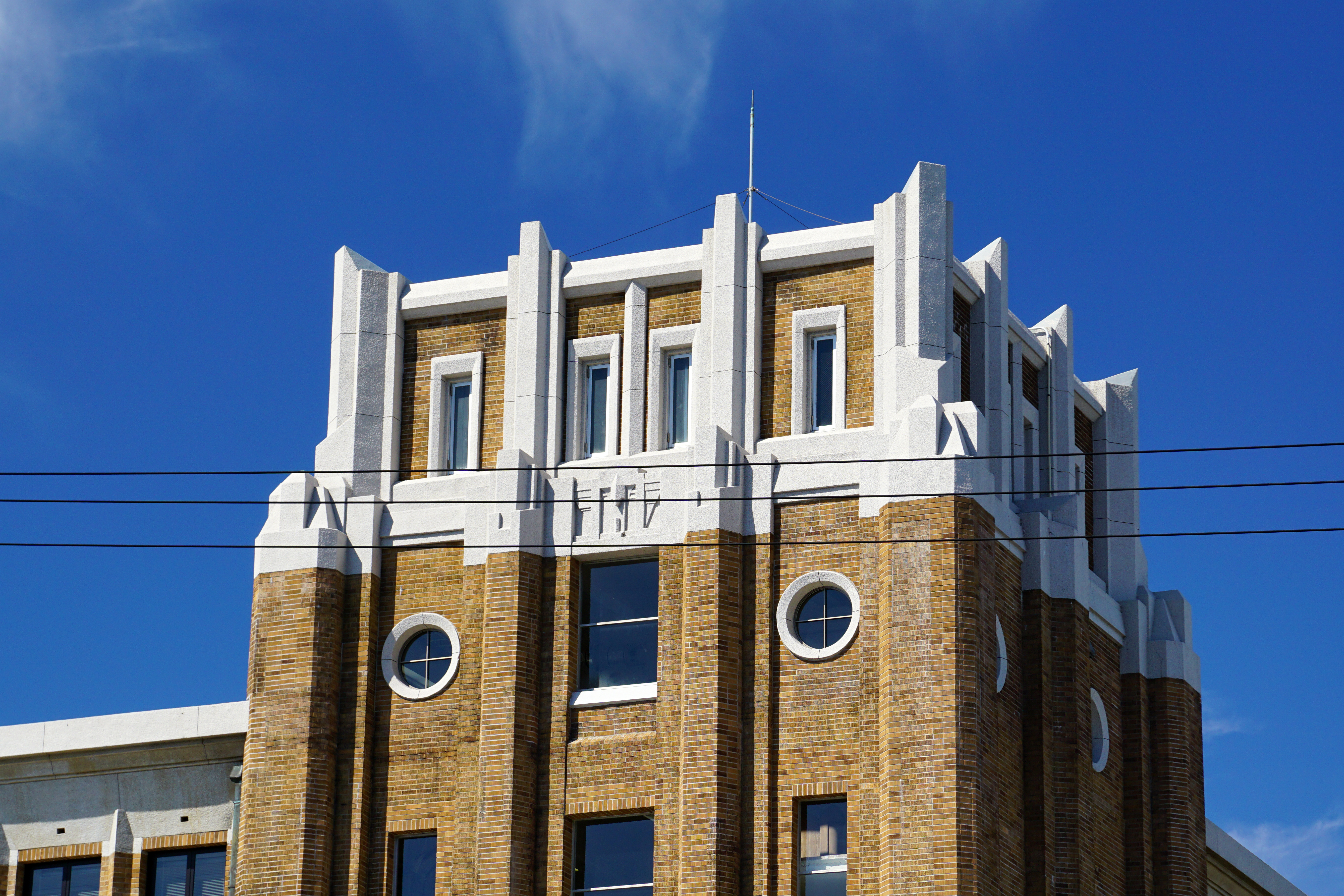
塔屋

旧国立生糸検査所（きゅうこくりつきいとけんさじょ）は、兵庫県神戸市中央区の新港地区にある歴史的建造物。

## 概要
1932年、旧神戸市立生糸検査所に隣接して建設された。設計は旧大阪砲兵工廠化学分析場や旧茨城県庁舎などを手がけた陸軍技官の置塩章。ゴシックの意匠で統一されたスケール感のある近代建築で、神戸税関とともに神戸港新港地区の顔的存在である。
2008年度末までは旧神戸市立生絲検査所庁舎と一体で独立行政法人農林水産消費技術センターの施設として使用されていた。
農林水産消費技術センター神戸センターのポートアイランド移転、跡地の競売が発表され先行きが危惧されたが、近代都市の歴史的景観が保たれた地区として、非常に重要な新港エリアの保全と活用を考慮し神戸市が買収した。現在は旧神戸市立生糸検査所（旧館）とともにデザイン・クリエイティブセンター神戸（KIITO）新館の施設として活用されている。

## デザイン・クリエイティブセンター神戸 新館

### 施設
1F
- KIITO:ホール
- ギャラリーA、B
- キッチン

2F
- 実験的活用スペース
- プロジェクトスペース2B

3F
- 実験的活用スペース
- プロジェクトスペース3B
- ものづくり工房

4F
- 実験的活用スペース
- プロジェクトスペース4B、4C、4D、4E

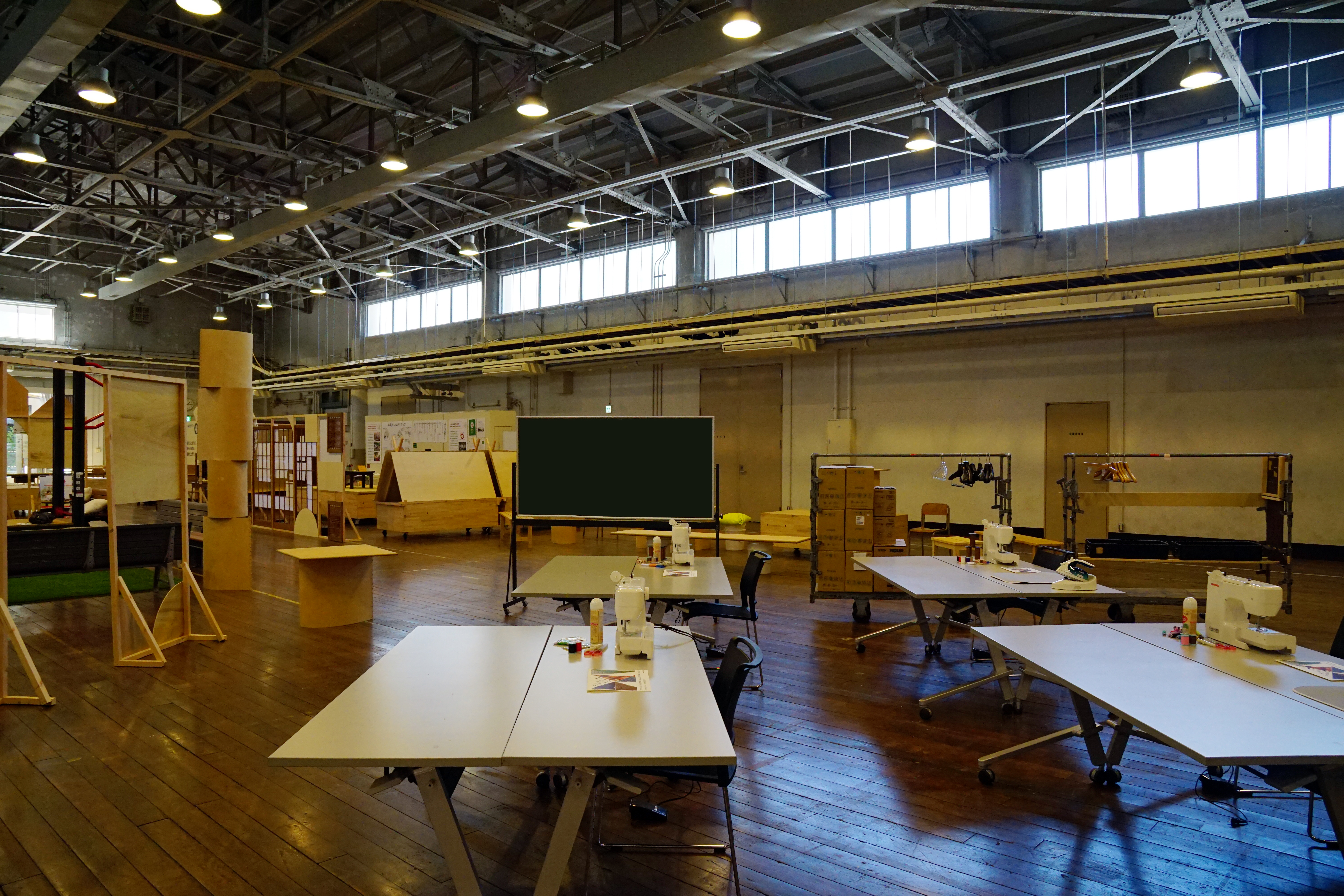
1階 KIITO:ホール
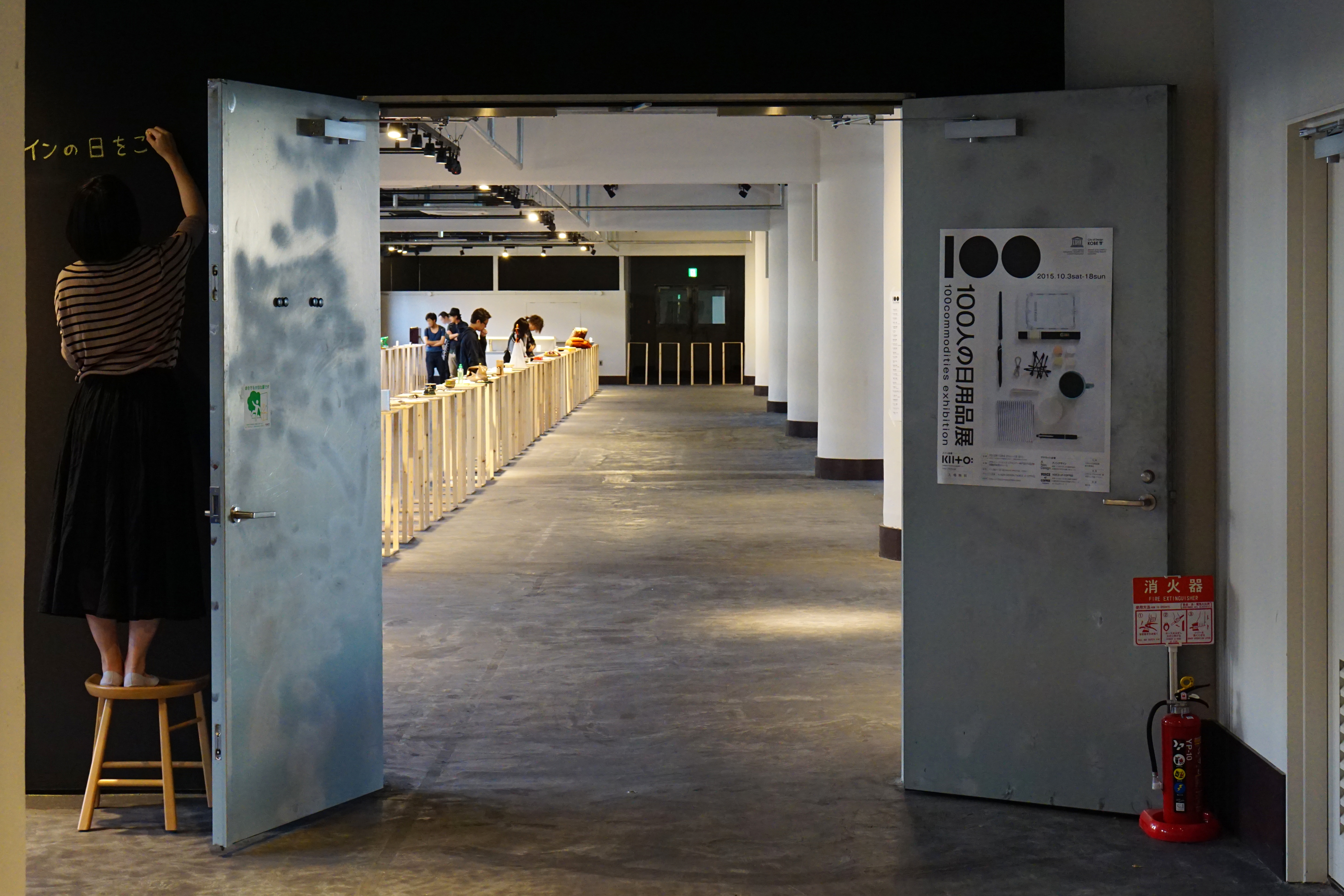
2階 KIITO 実験的活用スペース

## 交通アクセス
- JR三ノ宮駅、阪神神戸三宮駅、阪急神戸三宮駅、地下鉄三宮駅 徒歩20分
- ポートライナー 貿易センター駅 徒歩5分

## 周辺情報
- 新港地区
  - 神戸税関
  - 旧神戸市立生糸検査所
  - 新港貿易会館
- 神戸商工貿易センタービル
- 東遊園地